# Comuna de Wasilków
Wasilków (polaco: Gmina Wasilków) é uma gminy (comuna) na Polónia, na voivodia de Podláquia e no condado de Białystok. A sede do condado é a cidade de Wasilków.
De acordo com os censos de 2004, a comuna tem 12 499 habitantes, com uma densidade 98,3 hab/km².

## Área
Estende-se por uma área de 127,17 km², incluindo:
- área agrícola: 40%
- área florestal: 48%

## Demografia
Dados de 30 de Junho 2004:
|                      | Total   | Total | Mulheres | Mulheres | Homens  | Homens |
| -------------------- | ------- | ----- | -------- | -------- | ------- | ------ |
|                      | pessoas | %     | pessoas  | %        | pessoas | %      |
| População            | 12 499  | 100   | 6406     | 51,3     | 6093    | 48,7   |
| Densidade (pop./km²) | 98,3    | 100   | 50,4     | 50,4     | 47,9    | 47,9   |

De acordo com dados de 2002, o rendimento médio per capita ascendia a 1137,32 zł.

## Comunas vizinhas
- Białystok, Czarna Białostocka, Dobrzyniewo Duże, Supraśl